# François Béroalde de Verville
François Béroalde de Verville (Parigi, 15 aprile 1556 – Tours, 19 o 26 ottobre 1626) è stato uno scrittore, poeta, umanista e medico francese noto soprattutto per l'opera Le Moyen de parvenir.

## Biografia

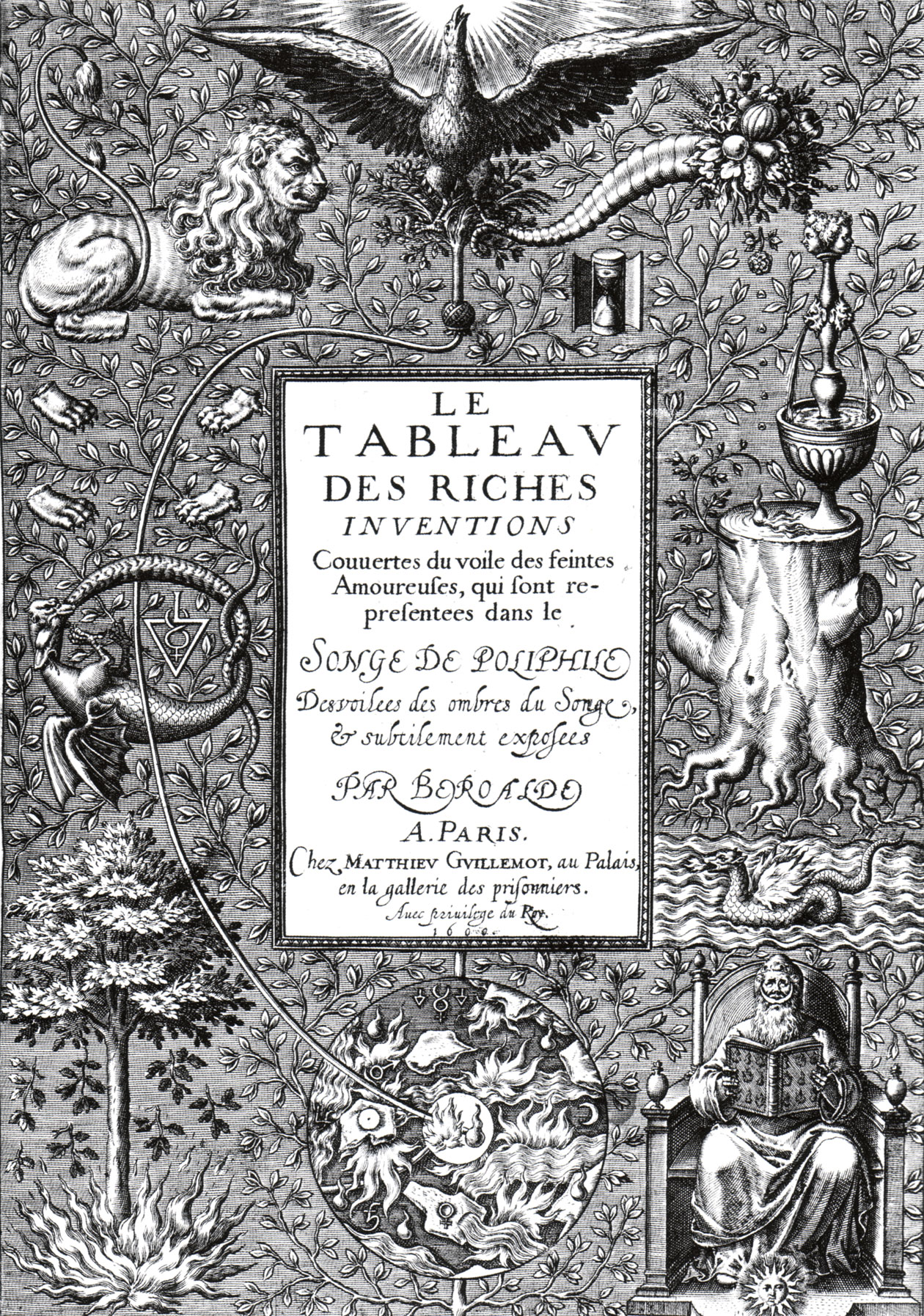
Illustrazione de Le tableau de riches inventiones (1600

François Béroalde de Verville, il cui vero nome era François Vatable Brouard, era il figlio di Mathieu Brouard detto Béroalde, teologo e umanista che fu anche insegnante di Théodore Agrippa d'Aubigné e di Pierre de L'Estoile. Sua madre era Marie Bletz, nipote di François Vatable, altro notabile studioso del XVI secolo (il primo ad avere una cattedra di ebraico al Collège de France).
A seguito del massacro della notte di san Bartolomeo, la sua famiglia fuggì a Ginevra nel 1573, da dove, dopo la morte del padre, rinunciando all'eredità a favore delle sorelle Anne e Renée, ritornò da solo a Parigi, nel 1581. Nel frattempo Béroalde studiò oreficeria e orologeria a Basilea, quindi si dedicò alla medicina e all'alchimia.
Durante le guerre di religione francesi abiurò il calvinismo, mettendosi a servizio del re Enrico III di Francia. Nel 1589 si trasferì a Tours, quando Enrico III vi installò il parlamento della Turenna (1589-1594). In questa città divenne canonico della Cattedrale di Saint-Gatien (dal 1595), e si mantenne facendo traduzioni, prevalentemente dell'umanista olandese Giusto Lipsio, di una parte della Diana di Jorge de Montemayor, della Hypnerotomachia Poliphili di Francesco Colonna (con commento) e del Libro delle Lamentazioni (con il titolo Les Tenebres, in versi, 1599).
Dopo aver lavorato a testi di ottica, meccanica e araldica (sia in versi sia in prosa), scrisse da vero poligrafo opere quali Les Recherches de la pierre philosophale (1583), Dialogue de la vertu (1584), L'idée de la republique (1584), De l'âme et de ses excellences (1593), De la sagesse (1593), Le Cabinet de Minerve (1596) e le poesie Les Apprehensions spirituelles, poemes et autres oeuvres philosophiques (1583); Les Soupirs amoureux (1583); La Muse celeste (1593). Nel 1600, su richiesta di Enrico IV di Francia scrisse il Serodokimasie, quindi si lanciò in una prolifica serie di opere barocche che vanno da Le Voyage des princes fortunes (1610), a Le Palais des curieux (1612), fino al Moyen de parvenir (1617), considerato la sua opera più rappresentativa.
Béroalde rimase a Tours (ma con brevi spostamenti accertati a Lione, Ginevra e Parigi) fino alla morte avvenuta secondo fonti diverse il 19 o il 26 ottobre del 1626.

## L'arte di fare fortuna
Pieno di trame e sottotrame, stese in maniera caotica e debordante, caleidoscopico e a tratti quasi illeggibile, con l'arricchimento ulteriore di considerazioni filosofiche e curiosità parodiche, L'arte di fare fortuna (in originale francese Le Moyen de parvenir contenant le raison de tout ce qui a été, est et sera, ma è stato anche stampato con i titoli Salmigondis ou le Manège du Genre Humain oppure Coupe-cu de la Mélancolie, oppure anche Vénus en belle humeur) è una specie di romanzo giocoso e barocco, con antecedenti nelle opere di Eliodoro di Emesa, Achille Tazio e paralleli con l'Amadigi di Gaula, la citata Hypnerotomachia Poliphili e fenomeni di derivazione diversa, dall'arte di installare collezioni e "gabinetti di curiosità" all'elucubrazioni eclettiche (per esempio italiano in Tommaso Garzoni) con l'idea di fare un'enciclopedia di tutto, non esclusa una certa parodia di scrittori quali Rabelais o Montaigne. Non mancano dialoghi di morti, con digressioni, interruzioni e scaramucce verbali (vi appaiono personaggi come Esiodo, Macrobio, Lucrezio, Cesare o Nicola Cusano).
Ammirata da Charles Nodier, quindi dimenticata per diversi anni (tra l'altro il nome dell'autore vi compare per la prima volta solonel 1757), in italiano l'opera è stata riscoperta da Giovanni Macchia e tradotta da Augusto Frassineti (è stampata ne I millenni di Einaudi nel 1989, a cura di Barbara Piqué).